# Junosuando
Junosuando (även Junosuanto; nordsamiska: Čunusavvon) är en tätort i Junosuando distrikt i Pajala kommun i Norrbottens län, belägen vid Torne älv omkring tio kilometer norr om Lovikka. Junosuando är också kyrkorten i Junosuando socken.
Junosuando har vägförbindelse till Vittangi (cirka 54 kilometer) och Pajala (cirka 56 km) via länsväg 395 samt vägförbindelse till Nuuksujärvi (ort) (cirka 19 km) och Kangos (cirka 8 km).

## Historia
Junosuando grundades omkring 1637 av en man vid namn Erik Eriksson, men de av byns första nybyggare som har efterlämnat ättlingar till modern tid, Lars Larsson Pesu (stamfar för släkten Lasu) och Jöns Andersson Mukka, kom till byn först några år senare. Lars Pesu och Jöns Mukka fick livstids skattefrihet sedan de under en jakttur 1642 upptäckt järnmalmen i Masugnsbyn.
Junosuando fick vägförbindelse under 1860-talet när landsvägen bröts från Övertorneå till Pajala. Några år efter vägen till Pajala var färdig förlängdes den till Junosuando. Under 1860-talets slut förlängdes vägen från Junosuando till Vittangi, via Masugnsbyn och Merasjärvi.
Poststation i Junosuando öppnades 1 september 1897 och var i bruk till och med 31 oktober 1973. Under perioden 1 november 1973 till 30 september 1977 hade orten en postexpedition som 1 oktober 1977 ombildades till ett lokalpostkontor. Lantbrevbäring till mindre orter och byar runt Junosuando inrättades för första gången till Kangos 1 maj 1902 (upphörd 1919 när Kangosfors poststation öppnades) och upphörde 1979, då lantbrevbäringen till Nuuksujärvi avslutades.
De första gårdarna i Junosuando bokfördes ända till 1640-talet under Pajala by. I jordeboken år 1650 utgjorde antalet gårdar 5 stycken, vilket minskade till 4 åren 1665 och 1680 innan antalet ökade till 11 år 1696. Under 1700-talet ökade antalet gårdar till 14 år 1760, 17 i jordeböckerna 1775 och 1792 samt 18 i jordeboken 1806. Enligt mantalslängden 1766 hade byn 145 invånare och enligt mantalslängden 1807 utgjorde invånarantalet 204. Vid folkräkningen år 1890 var 321 personer skrivna i Junosuando.

### Administrativ tillhörighet
Junosuando ligger i Junosuando socken, bildad 1914 genom utbrytning ur Pajala socken. I samband med kommunreformen 1863 bildades Pajala landskommun, som Junosuando tillhörde. Den 1 januari 1914 bildades Junosuando landskommun med Junosuando som huvudort. 1 januari 1971 uppgick Junosuando landskommun i Pajala kommun.

### Befolkningsutveckling
| Befolkningsutvecklingen i Junosuando 1950–2020          | Befolkningsutvecklingen i Junosuando 1950–2020 | Befolkningsutvecklingen i Junosuando 1950–2020 | Befolkningsutvecklingen i Junosuando 1950–2020 | Befolkningsutvecklingen i Junosuando 1950–2020 |
| ------------------------------------------------------- | ---------------------------------------------- | ---------------------------------------------- | ---------------------------------------------- | ---------------------------------------------- |
|                                                         |                                                |                                                |                                                |                                                |
| År                                                      |                                                |                                                | Folkmängd                                      | Areal (ha)                                     |
| 1950                                                    | 1950                                           |                                                | 548                                            | ##                                             |
| 1960                                                    | 1960                                           |                                                | 518                                            | 139                                            |
| 1965                                                    | 1965                                           |                                                | 469                                            | 139                                            |
| 1970                                                    | 1970                                           |                                                | 503                                            | 141                                            |
| 1975                                                    | 1975                                           |                                                | 484                                            | 140                                            |
| 1980                                                    | 1980                                           |                                                | 418                                            | 138                                            |
| 1990                                                    | 1990                                           |                                                | 371                                            | 136                                            |
| 1995                                                    | 1995                                           |                                                | 392                                            | 138                                            |
| 2000                                                    | 2000                                           |                                                | 341                                            | 138                                            |
| 2005                                                    | 2005                                           |                                                | 345                                            | 137                                            |
| 2010                                                    | 2010                                           |                                                | 322                                            | 127                                            |
| 2015                                                    | 2015                                           |                                                | 314                                            | 141                                            |
| 2020                                                    | 2020                                           |                                                | 283                                            | 143                                            |
| Anm.: ## Som tätort/befolkningsagglomeration 1920–1950. |                                                |                                                |                                                |                                                |

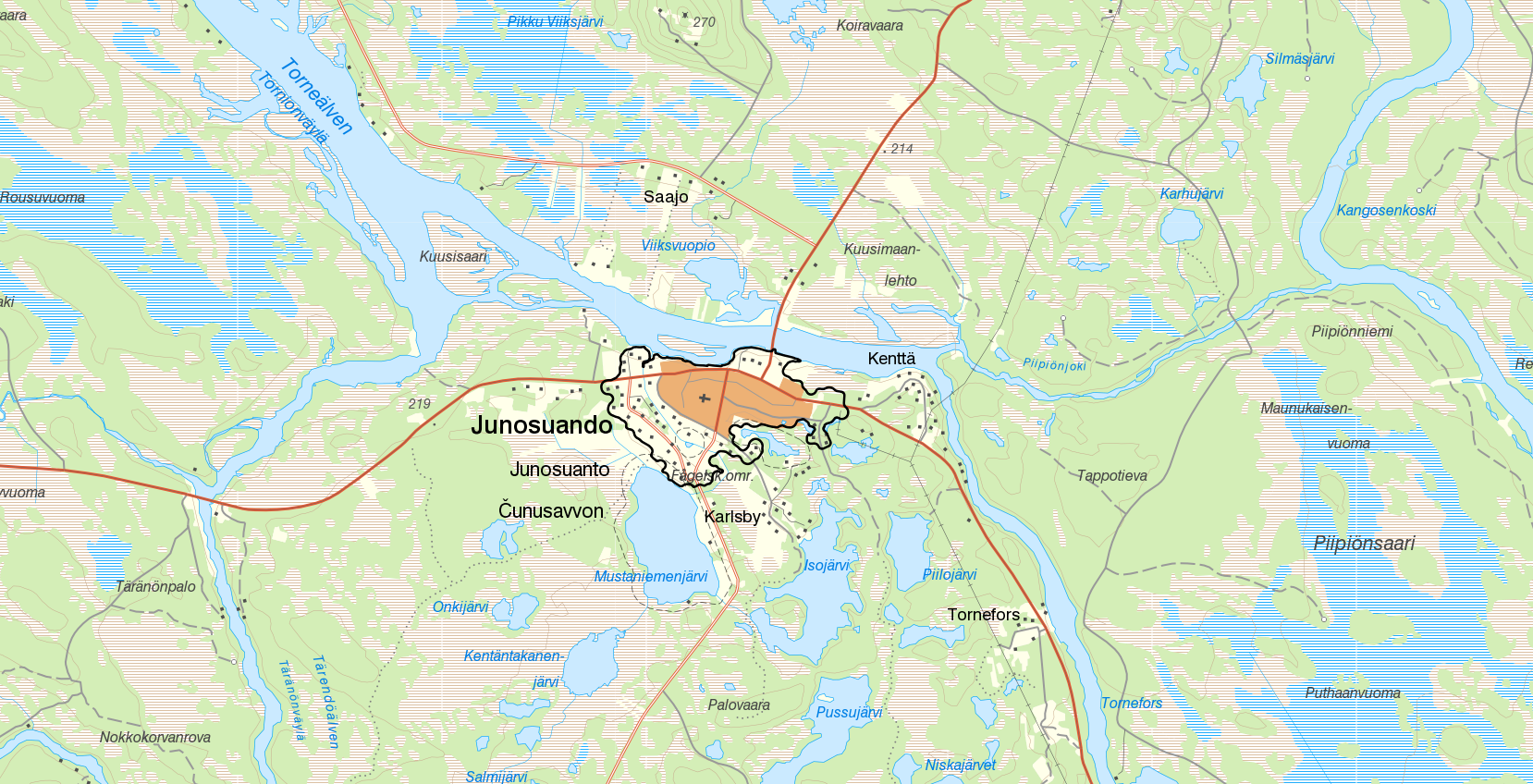
Den av Statistiska centralbyrån avgränsade tätorten Junosuando, med gränserna från tätortsavgränsningen 2015.

I samband med tätortsavgränsningen 1975 avgränsades tätorten på den nya ekonomiska kartan.

## Samhället

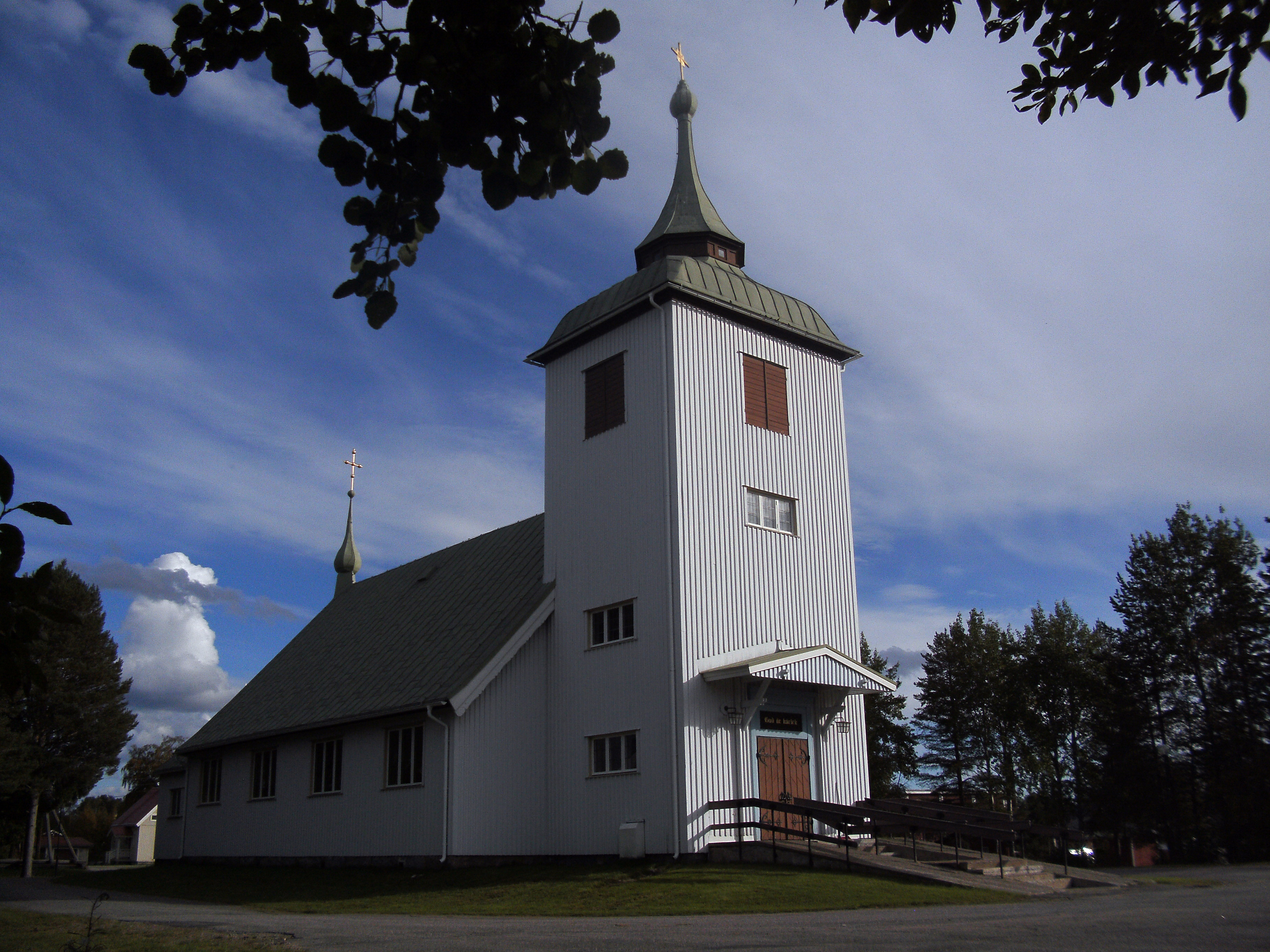
Junosuando kyrka, invigd 1904.

Junosuando kyrka ligger i Junosuando. I Junosuando finns det också en skola.
Mitt i byn står en staty över Leonhard Seppala, som var bördig från trakten, tillsammans med sina slädhundar Balto och Togo.

## Sevärdheter
Bifurkationen i Tärendö älv är en välkänd sevärdhet.
Ångbåten Sippi-Belle, badplatsen Isojärvi och en av Sveriges nordligaste gräsfotbollsplaner.